# Sinar Baru Daro-Daro
Sinar Baru Daro-Daro is een bestuurslaag in het regentschap Nias Selatan van de provincie Noord-Sumatra, Indonesië. Sinar Baru Daro-Daro telt 800 inwoners (volkstelling 2010).